# Prueba de empleo
Una prueba de empleo es la práctica de administrar pruebas escritas, orales o de otro tipo, como medio para determinar la idoneidad o conveniencia de un solicitante de empleo.
La premisa es que si las puntuaciones en una prueba se correlacionan con el desempeño del trabajo, entonces es económicamente útil para el empresario seleccionar los empleados basándose en los resultados de esa prueba.

## Tipos de prueba utilizados
Se pueden utilizar diferentes tipos de evaluación pueden ser utilizados en las pruebas de empleo, incluyendo pruebas de personalidad, pruebas de inteligencia, muestras de trabajo y centros de evaluación. Algunos se correlacionan mejor con el desempeño del trabajo que los demás, por lo que a menudo los empleadores utilizan más de uno para maximizar la capacidad de predicción.

## La psicometría como pilar principal
La Psicometría es la rama de la Psicología que se encarga de la medición y cuantificación de los procesos psicológicos y las capacidades cognitivas. En el ambiente laboral es el principal pilar para tener un panorama más amplio de los trabajadores o de los candidatos, actualmente existen herramientas automatizadas para realizar test psicométricos, creados con la finalidad de simplificar los procesos de selección de personal así como economizar tiempo y complementar, de manera integral, evidencias objetivas respecto a las aptitudes y actitudes del talento humano involucrado en un proceso de selección y/o activo en una organización.